# Daskatica
Daskatica is een plaats in de gemeente Štefanje in de Kroatische provincie Bjelovar-Bilogora. De plaats telt 123 inwoners (2001).